# Павлов, Ипполит Николаевич
Ипполит Николаевич Павлов (1839—1882) — русский педагог, публицист и критик славянофильской ориентации.

## Биография
Родился в 1839 году. Его родители: писатель Николай Филиппович и поэтесса Каролина Карловна Павловы.
В 1859 году он окончил кандидатом историко-филологический факультет Московского университета. Преподавал русский язык и словесность в московских учебных заведениях, в частности в 4-й Московской гимназии.
Был сотрудником «Московских ведомостей» и газеты «Русь», редактором-издателем еженедельного журнала «Кругозор» (1880).
Известно, что М. Е. Салтыков-Щедрин в «Письмах к тётеньке» о Павлове написал так: «Один из Иванов-Непомнящих, которых так много развелось нынче в литературе, взойдя на кафедру и обращаясь к сомнищу благородных слушательниц, восклицал: „Нам говорят, что, при современных условиях, нельзя жить — однако ж мы живём и, право, живём совсем недурно!“».
Павловым был сделан перевод трагедии Гёте «Фауст» (Русский вестник, 1867, кн. 7; 1873, кн. 3; 1874, кн. 2; и отдельно М., 1875). Ему также принадлежат: «Русская хрестоматия для переводов на французский и немецкий языки в высших классах среднеучебных заведений» (М., 1873; вместе со В. Я. Стоюниным), «Литература и критика» («Русский вестник», 1876, кн.2), «Судьи поэта» («Русский вестник», 1876, кн.8), «О преподавании русского языка и словесности» («Русский вестник», 1877, кн. 1 и 1879, кн. 10), «Лорд Биконсфильд как литератор» («Русский вестник», 1878, кн. 9), «Забываемый поэт-современник» («Русский вестник», 1876, кн. 12). После его смерти в «Русском архиве» (1885, кн. 3) были напечатаны его «Воспоминания об Аксакове».
Умер 23 августа (4 сентября) 1882 года.